# Bernhard Göbel
Bernhard Göbel (ur. 1897, zm. ?) – zbrodniarz hitlerowski, członek załogi niemieckiego
obozu koncentracyjnego Mauthausen-Gusen i SS-Scharführer.
Z zawodu kupiec. Od sierpnia 1939 do czerwca 1944 pełnił służbę w Luftwaffe. Następnie przeniesiono go do Waffen-SS. Od czerwca 1944 do kwietnia 1945 pełnił służbę jako strażnik i kierownik komanda więźniarskiego w Melk, podobozie Mauthausen. Bił kijem i kopał podległych mu więźniów. Raz polecił kapo zamordować starszego wiekiem więźnia.
Bernhard Göbel został osądzony w procesie załogi Mauthausen-Gusen (USA vs. Adolf Lehmann i inni) przed amerykańskim Trybunałem Wojskowym w Dachau i skazany na 10 lat pozbawienie wolności.